# (37330) 2001 QN136
2001 QN136 (asteroide 37330) é um asteroide da cintura principal. Possui uma excentricidade de 0.10034590 e uma inclinação de 9.24585º.
Este asteroide foi descoberto no dia 22 de agosto de 2001 por LINEAR em Socorro.